# Fou du Cap
Morus capensis
Espèce
Statut de conservation UICN

 EN  : En danger

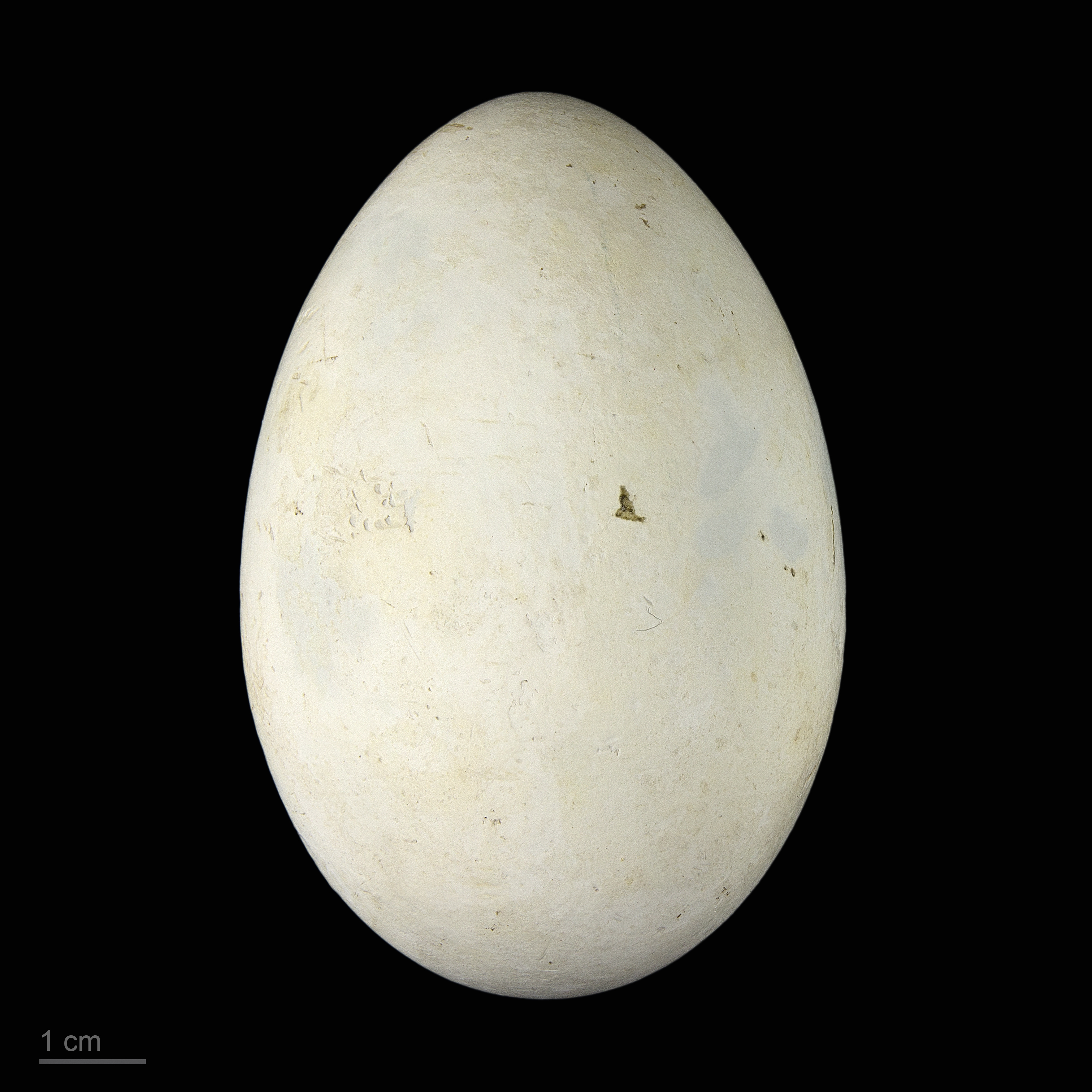
Œuf de Morus capensis. Muséum de Toulouse.

Le Fou du Cap (Morus capensis) est une espèce d'oiseaux marins, de la famille des Sulidae.

## Alimentation
Lorsqu'il s'agit de bancs de sardines, ces oiseaux réunis en groupes, qui les chassent en plongeant sous l'onde, ont la particularité de pouvoir suivre leurs proies en nageant pour gagner la plus grande profondeur possible avant de remonter à la surface ; le phénomène n'est visible qu'en Afrique du Sud.

## Vie sociale
Chaque fois qu'un fou du Cap, mâle ou femelle, rentre au nid, il exécute une danse nuptiale complexe. Une étude réalisée par une équipe de biologistes de 2013 à 2016 en étudiant une colonie de fous du Cap de l’île de Malgas, au large de l’Afrique du Sud a montré qu'il s'agit en fait d'un système de communication qui indique la direction, la distance et le potentiel d'une zone de pêche, comme la danse des abeilles. Cette étude concernait une colonie de 19 000 couples, soit 25 % de la population mondiale.

## Galerie photo

Quelques photos de spécimens de Morus capensis
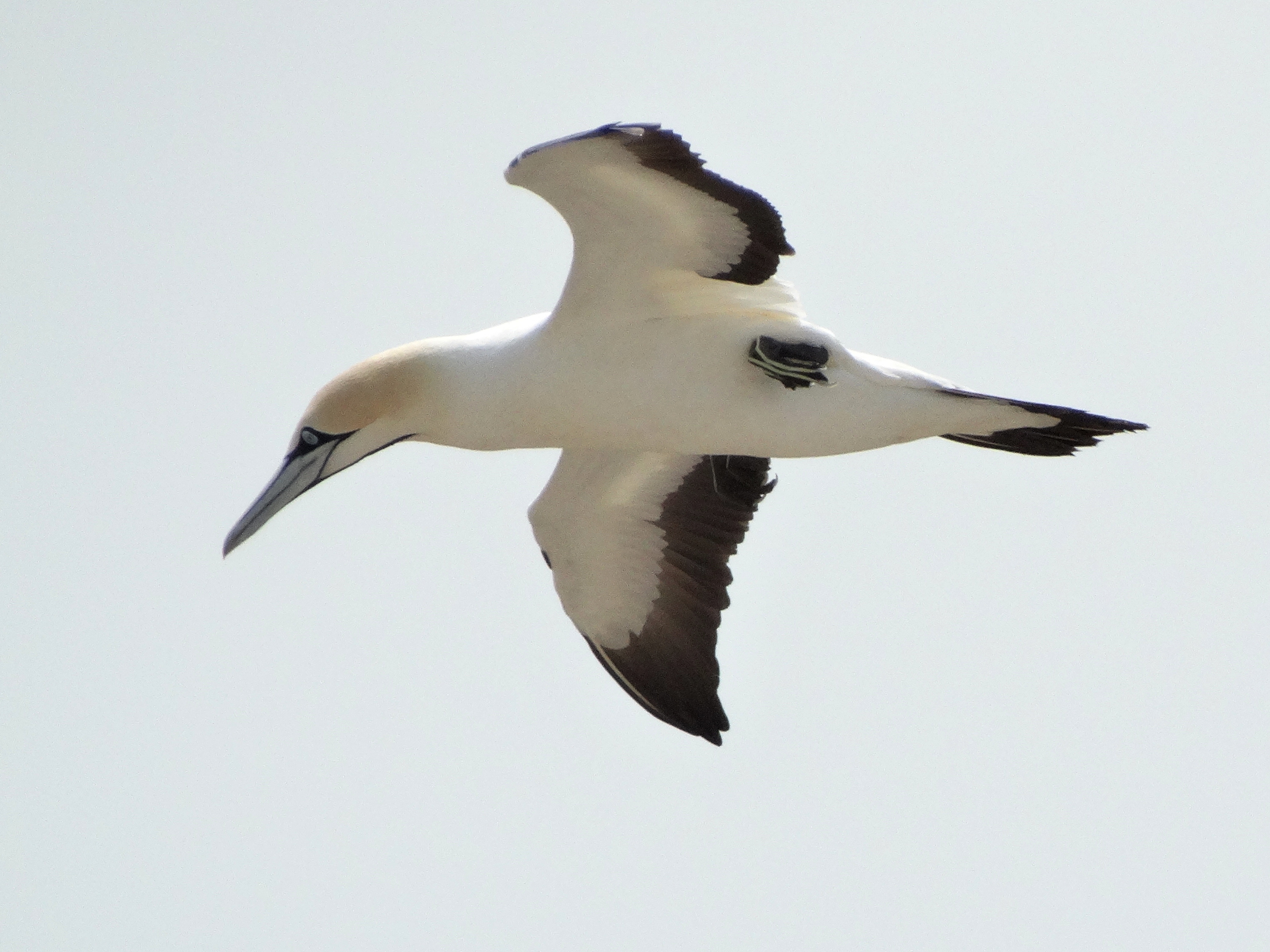
En vol.
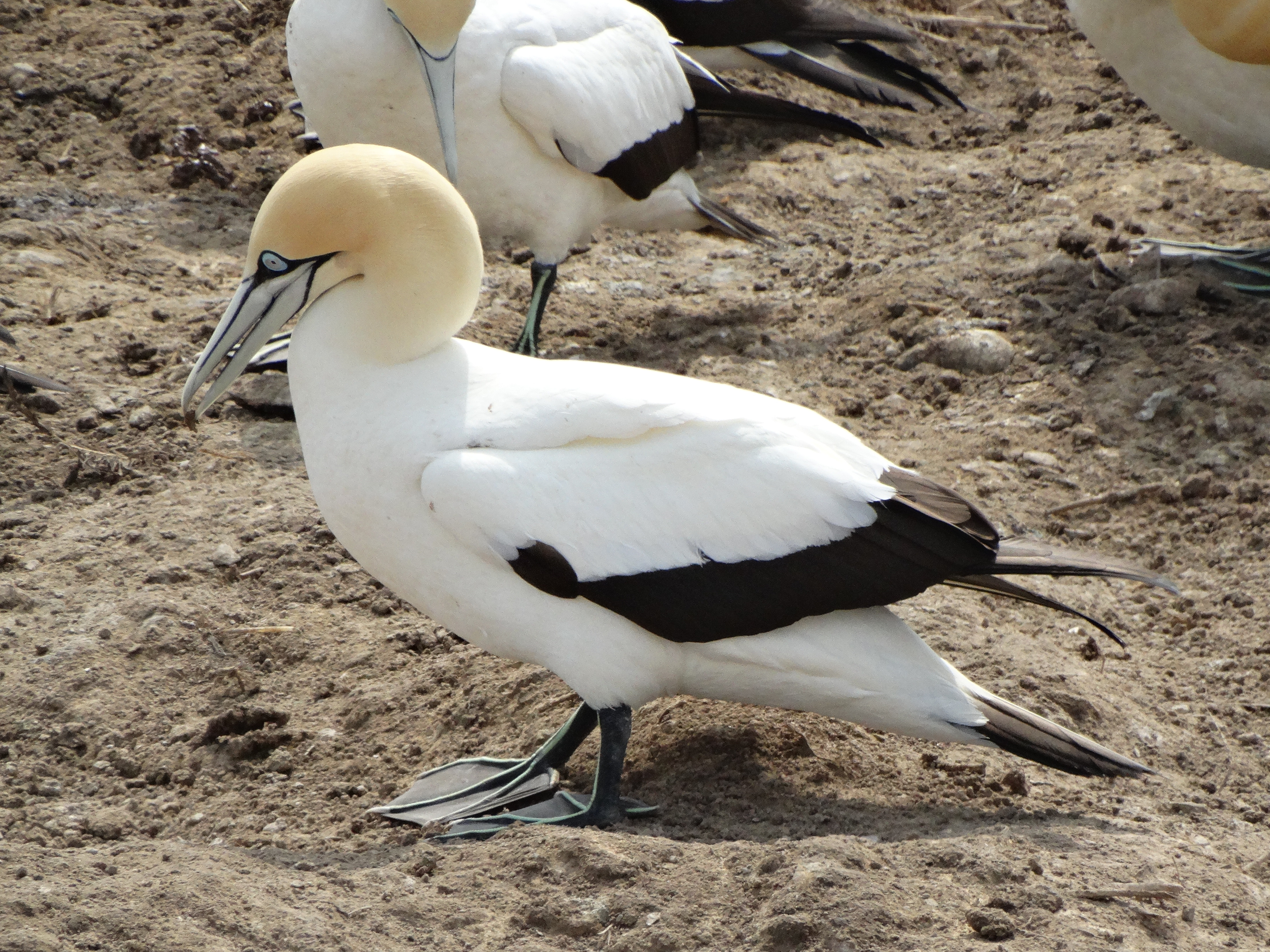
Au sol.
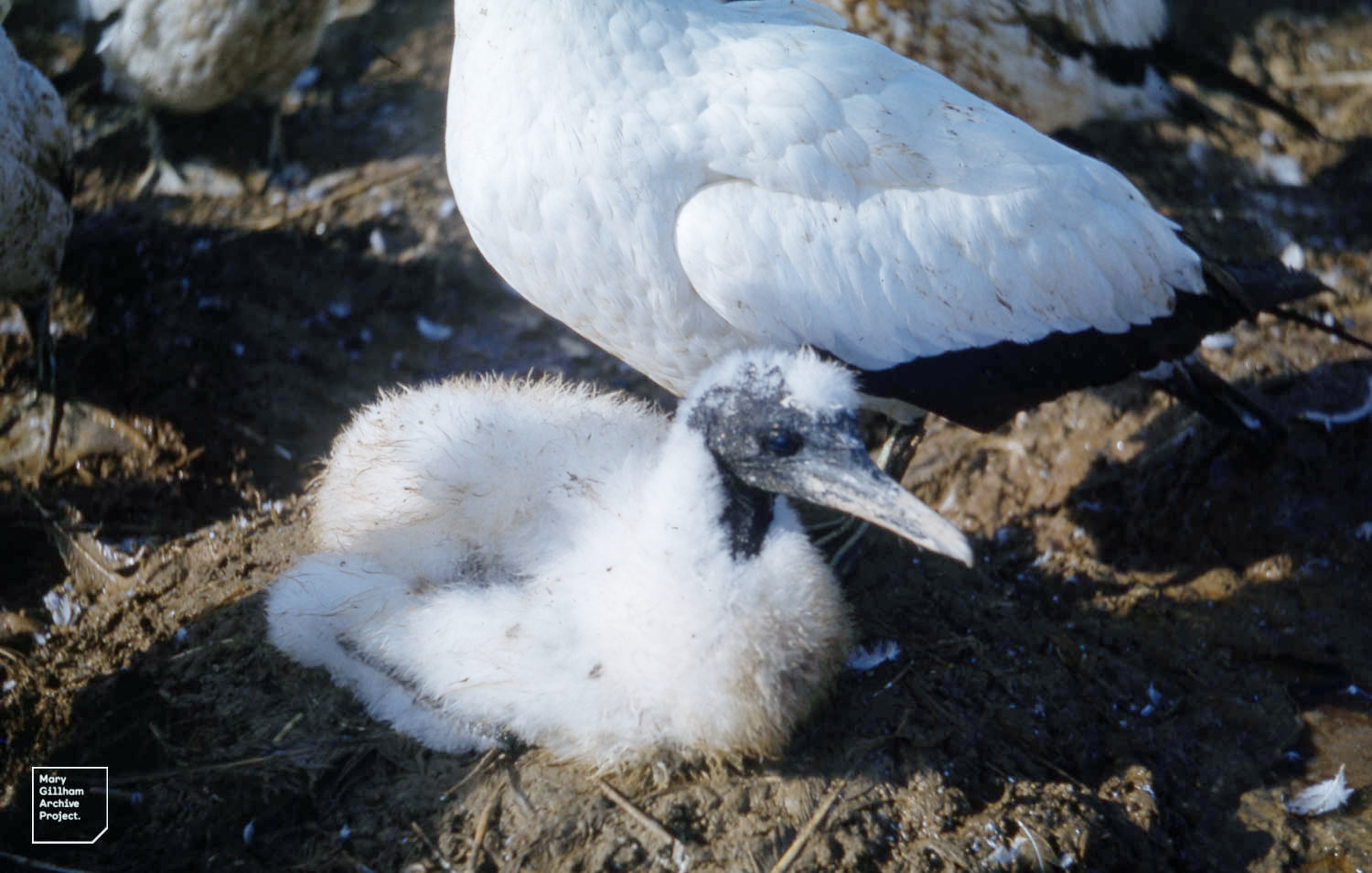
Jeune spécimen.
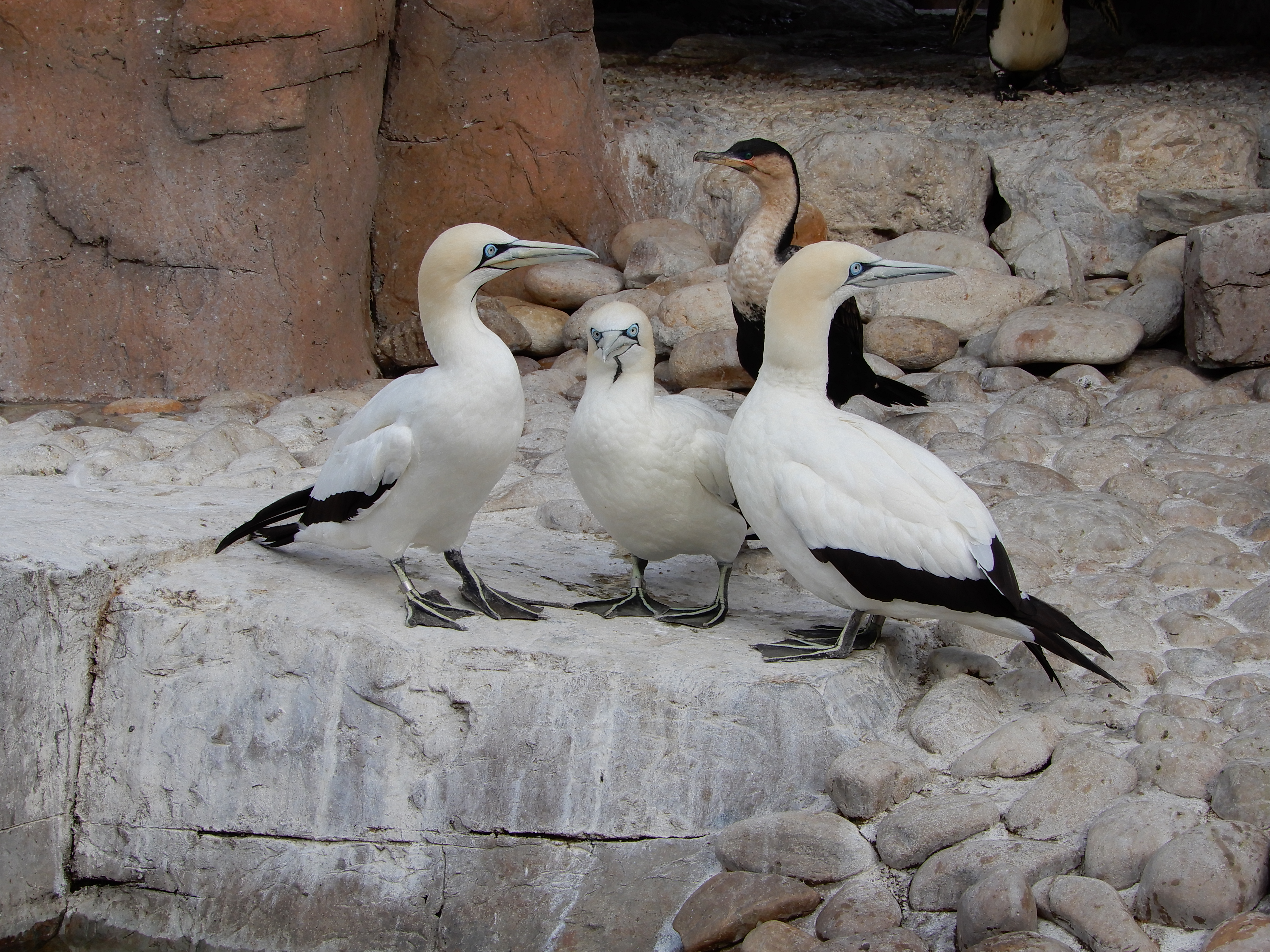
En groupe.